# Vilvoorde
Vilvoorde (in francese Vilvorde) è un comune belga di 37 964 abitanti nelle Fiandre (Brabante Fiammingo).

## Geografia
Il Comune confina con Bruxelles, con cui è strettamente legato, sia economicamente che socialmente.

## Storia
Dagli scavi eseguiti nella Basilica di San Pietro a Roma, i cui risultati sono stati pubblicati in due volumi nel 1951, tra le monete rinvenute è presente anche un grosso in argento, a nome di Giovanna di Brabante (1392-1406), coniato nella zecca di Vilvorde.
Nell'età moderna è stato un centro delle guerre di religione.

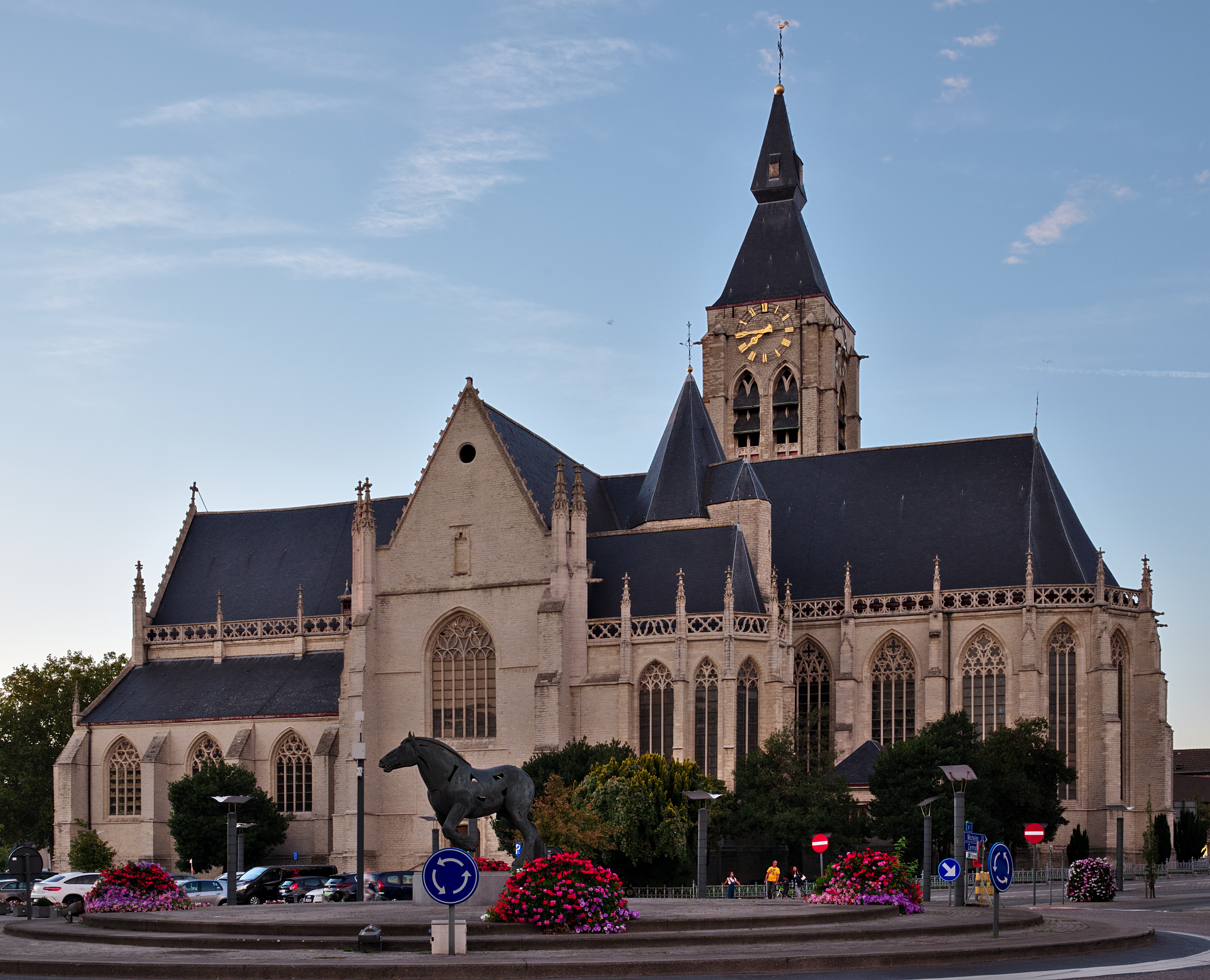
Chiesa di Nostra Signora della Buona Speranza

## Monumenti e luoghi d'interesse
- Chiesa di Nostra Signora della Buona Speranza.

## Società

### Demografia[2]
Vilvorde, che nel 1900 non aveva che 14 075 abitanti, crebbe fino al 1970, quando raggiunse la cifra di 36.659
residenti, grazie allo sviluppo industriale. Scesa nei vent'anni successivi, la popolazione ha superato di nuovo questa cifra solo nel 2010, per arrivare a 45 489 abitanti al 1º dicembre 2019. La densità era di 2117,74 ab./km².

### Etnie e minoranze straniere
Vilvorde è stata destinazione di importanti flussi migratori, che ne fanno una città con un'importante presenza islamica, oltre che sede di consistenti comunità spagnola e italiana. Da qui sono partiti i maggiori flussi di foreign fighters diretti dal Belgio in Siria per arruolarsi nelle file dello Stato Islamico.

### Lingue
Situata nella Regione fiamminga ma al confine con Bruxelles, Vilvorde ha come lingua ufficiale il neerlandese ma una minoranza francofona di almeno un terzo della popolazione. Secondo uno studio del 2014 di Kind en Gezin, l'ufficio fiammingo per l'infanzia, l'anno precedente le nascite di bambini con genitori francofoni superavano quelle dei bambini con genitori neerlandofoni, 35,2% contro 31%: dieci anni prima questi valori erano rispettivamente 23.8% e 31.9%.
Nel 2021 il numero complessivo dei locutori francesi in casa dovrebbe aver raggiunto la maggioranza relativa con il 37,7%.

## Economia
Importante centro economico medievale per la produzione di tessuti, ha conosciuto un declino costante nell'età moderna. Nel Novecento vi sorge una delle prime fabbriche della Renault fuori dalla Francia, che vede un grande sviluppo dalla seconda metà degli anni '50: la chiusura nel 1997 comporta un forte contraccolpo economico per la città.
Oggi è in lenta espansione come periferia di Bruxelles.